# Intriguer
Intriguer è il sesto album in studio del gruppo musicale rock australiano Crowded House, pubblicato nel 2010.

## Tracce
1. Saturday Sun – 3:26
2. Archer's Arrows – 4:04
3. Amsterdam – 3:34
4. Either Side of the World – 4:35
5. Falling Dove – 4:35
6. Isolation – 4:37
7. Twice If You're Lucky – 3:33
8. Inside Out – 3:19
9. Even If – 4:02
10. Elephants – 4:30

## Formazione
- Neil Finn - voce, chitarra, piano
- Nick Seymour - basso
- Mark Hart - chitarre, tastiere, piano
- Matt Sherrod - batteria

## Classifiche
| Classifica (2010) | Posizione raggiunta |
| ----------------- | ------------------- |
| Australia         | 1                   |
| Nuova Zelanda     | 3                   |
| Regno Unito       | 12                  |
| Stati Uniti       | 50                  |